# Étienne Maurice Falconet
Étienne Maurice Falconet, né le 1er décembre 1716 à Paris, où il est mort le 24 janvier 1791, est un sculpteur français.
Considéré comme un des maîtres de l’école baroque, Falconet est aussi, sous certains aspects, un sculpteur néoclassique. Ses œuvres les plus célèbres sont L'Amour menaçant (Paris, musée du Louvre) et le Monument à Pierre le Grand, dit Le Cavalier de bronze à Saint-Pétersbourg, en Russie.

## Biographie

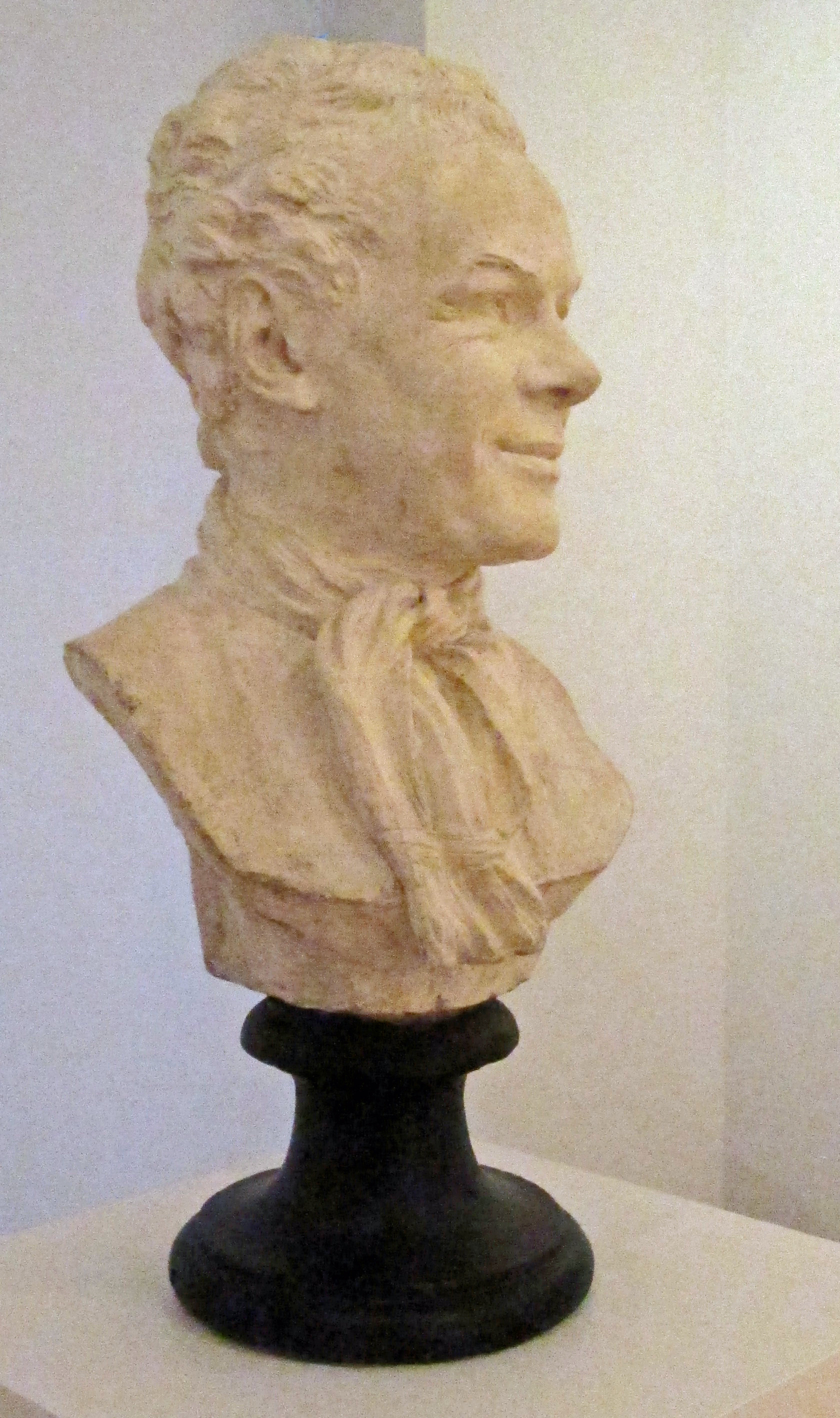
Marie-Anne Collot, Buste d'Étienne Maurice Falconet (1767-1773), musée des beaux-arts de Nancy.

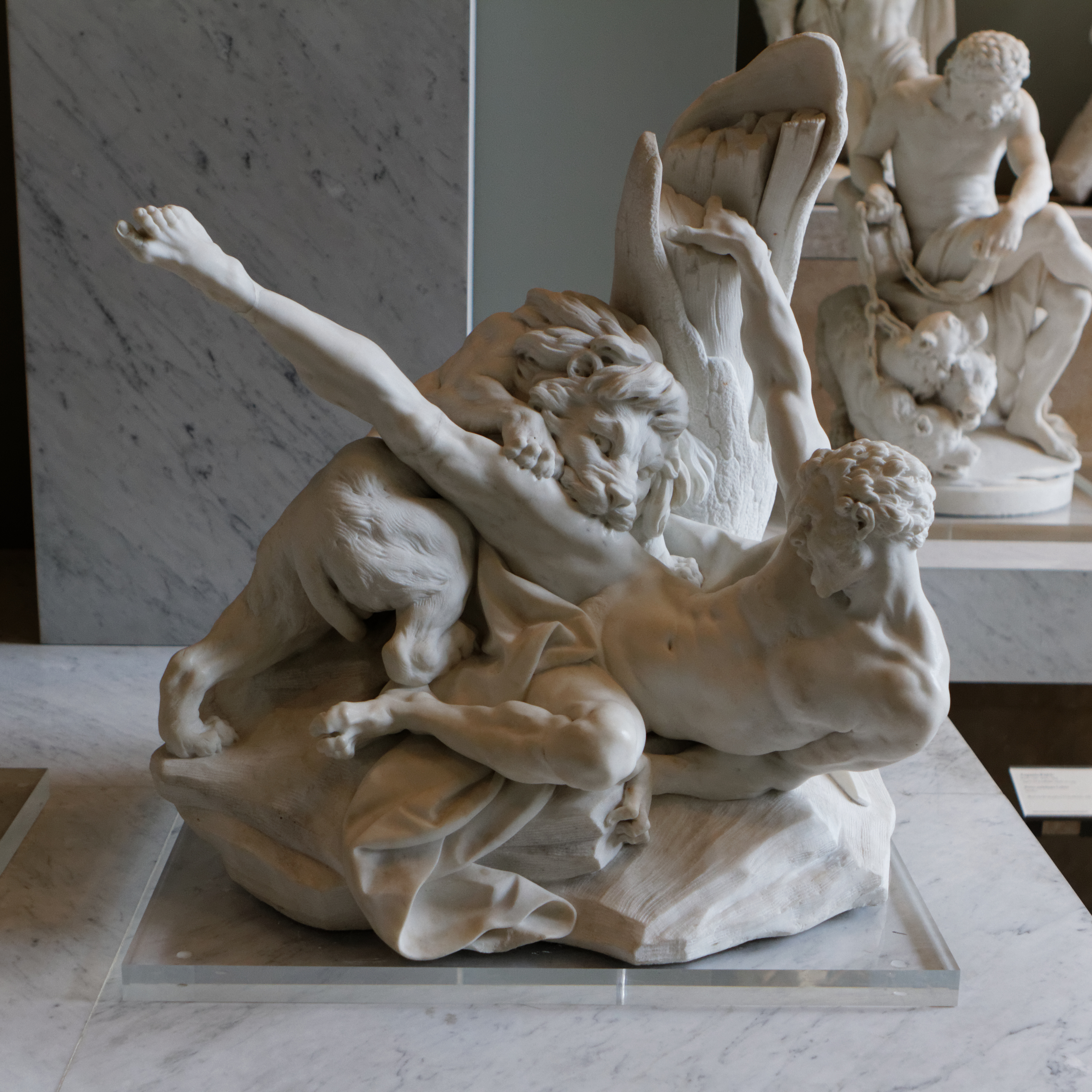
Milon de Crotone (1754), marbre, Paris, musée du Louvre.

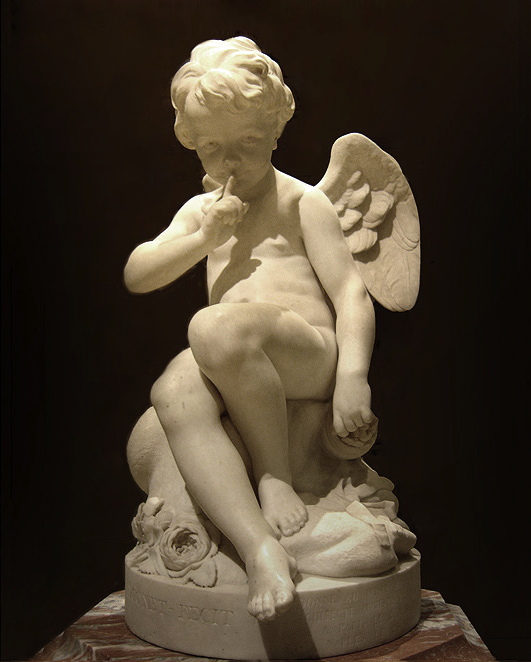
L’Amour menaçant (1757), marbre, Paris, musée du Louvre.

Né dans une famille parisienne modeste issue du Bugey, Étienne Maurice Falconet apprend tout d’abord la charpente, mais les sculptures sur bois et en argile qu’il crée attirent l’attention du sculpteur Jean-Baptiste Lemoyne qui le prend sous son aile. Falconet peut ainsi développer ses dons en restant presque dix ans dans l'atelier de son maître, temps inhabituellement long pour un apprenti ; il rencontre alors Pigalle ou encore Pajou. Ses liens avec François Boucher lui permirent d'approcher la marquise de Pompadour, grande mécène des arts et favorite de Louis XV, qui lui commande plusieurs œuvres, dont La Jardinière pour orner la laiterie de son château de Crécy.
Grâce à son Milon de Crotone, il est nommé membre de l’Académie royale de peinture et de sculpture en 1754.
Les diverses sculptures qu’il présente aux Salons de 1755 et 1757 lui valent d'être un des sculpteurs les plus en vue de l’époque. L'Amour Menaçant présenté au Salon de 1757, commandé par Madame de Pompadour, fut d'ailleurs une de ses plus grandes réussites. Cette nouvelle position l'entraîna à occuper la fonction de chef des ateliers de sculpture à la manufacture royale de porcelaine de Sèvres entre juillet 1757 et septembre 1766. Il participe activement au succès du « biscuit de Sèvres », appellation qui désigne les sculptures de Sèvres (rondes-bosses, bas-reliefs), volontairement et généralement laissées en biscuit, c’est-à-dire sans émail et sans décor. Il y produit plus de 70 types de figures différentes, où il popularise son canon féminin et enfantin.
En 1766, sur la recommandation de Frédéric Melchior Grimm et de Diderot, il est appelé à Saint-Pétersbourg par Catherine II de Russie, dont il accepte seulement la proposition à la mort de Madame de Pompadour. Lorsqu'il quitte son atelier de la rue d'Anjou que Diderot appelle la chaumière, il confie les lieux aux bons soins de son ami et l'invite à vider sa cave
Là-bas, il travaille sur le Monument à Pierre le Grand de Russie, une statue équestre qui occupa douze années de travail à l'artiste. À cause des mauvaises relations qu'il entretient avec la cour de l'Empire russe, il décide de partir dans les Provinces-Unies chez un couple d'amis pour ensuite regagner la France. À son retour, il fut nommé recteur de l’Académie royale de peinture et de sculpture et exécuta de nouveaux chefs-d’œuvre : Moïse et David, pour l’église Saint-Roch à Paris, Les Mangeurs de raisins, La Leçon de flûte, Pygmalion, Alexandre, L’Hiver ou encore La Mélancolie. Il est remplacé en 1780 par Charles-Antoine Bridan comme professeur de sculpture à l'Académie royale de peinture et de sculpture.

### Sculpteur-philosophe
Falconet est aussi un théoricien qui réfléchit et écrit sur son art. Il a notamment traduit de l'Histoire Naturelle de Pline l'Ancien les passages concernant la peinture et la sculpture, qu'il annote de ses observations, et il est l'auteur de quelques ouvrages sur les arts dans l'Antiquité et chez les peuples modernes. Diderot lui confie la rédaction de l'article « Sculpture » de l'Encyclopédie. Il publie par ailleurs ses Réflexions sur la sculpture en 1761, et quelques autres écrits qui tous ont été réunis en six volumes dès 1781.

### Vie privée
En 1734, Falconet épouse Anne Suzanne Moulin, fille d'un ébéniste. Ensemble ils ont quatre enfants, dont seul Pierre-Étienne (1741–1791), survit et devient peintre et dessinateur. Il reproduit par ailleurs de nombreuses œuvres de son père avant que celui-ci ne l'envoie parfaire son éducation en Angleterre.
Après le décès d'Anne Suzanne Moulin, on lui connaît plusieurs liaisons, notamment avec la sculptrice Marie-Anne Collot dont il fut le maître et le beau-père. On connaît d'elle un portrait de Falconet, aujourd'hui conservé au musée des beaux-arts de Nancy. Cette dernière le suivit en Russie ainsi qu'en Hollande et s'occupa de lui jusqu'à sa mort. Après avoir été victime d'une paralysie l'empêchant de voyager en Italie en 1783, Étienne Maurice Falconet meurt à Paris le 24 janvier 1791.

## Œuvres dans les collections publiques
Aux États-Unis

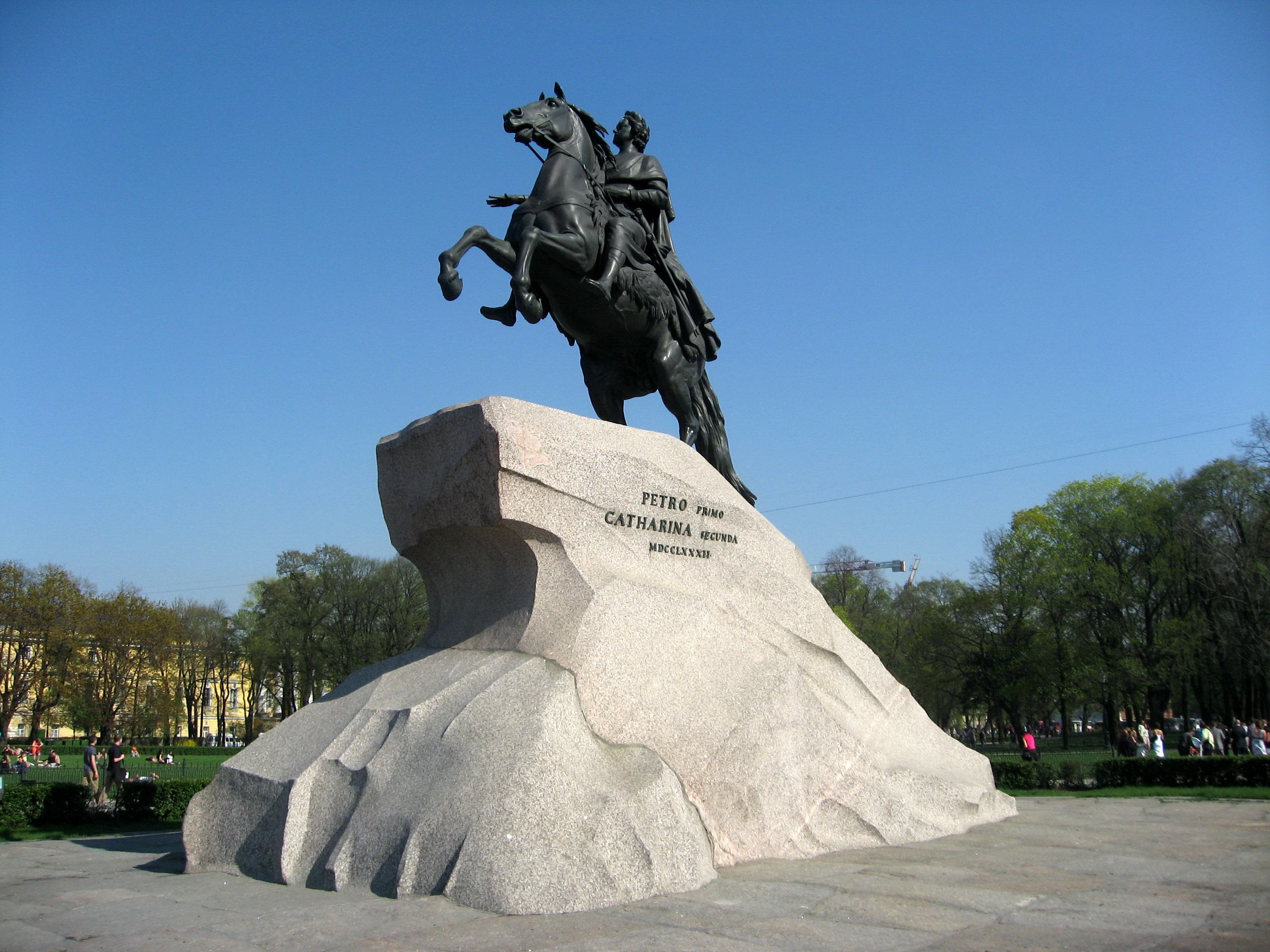
Le Cavalier de bronze (1782), Saint-Pétersbourg, place du Sénat.

- Washington, National Gallery of Art : Madame de Pompadour en Vénus aux colombes, après 1755-1757, marbre[8].

En Allemagne
- Allégorie de l'Amitié, destinée lors de sa création à Madame de Pompadour. Marbre conservé au musée juif de Berlin, après son acquisition par le RFA. Fleuron de la collection Rothschild, spolié par les nazis et devenu propriété du ministre Hermann Göring. Récupéré dans les vestiges de Carinhall, mutilé après le dynamitage de la propriété[9].

En France
- La Motte-Tilly, chapelle Sainte-Marguerite de l'église de La Motte-Tilly : Tombeau de l'abbé Terray, 1780 ;
- Lyon, musée des beaux-arts : Camille Falconet, 1747, terre-cuite ;
- Paris :
  - église Saint-Roch :
    - L’Annonciation, 1756, groupe monumental en marbre blanc, exécuté pour la façade de l'église (œuvre détruite à la Révolution française),
    - Le Christ au Mont des Oliviers, 1757.

  - musée du Louvre :
    - Milon de Crotone, 1754,
    - L’Amour menaçant, Salon de 1757, marbre. Ce modèle est édité en biscuit par la Manufacture nationale de Sèvres,
    - Pygmalion et Galatée, 1761, marbre, 83,5 × 48 × 38 cm[10].

Aux Pays-Bas
- Amsterdam, Rijksmuseum : L’Amour menaçant, marbre.

En Russie
- Saint-Pétersbourg :
  - musée de l’Ermitage :
    - L’Amour menaçant, marbre,
    - Baigneuse, 1758, plâtre ;

  - place du Sénat : Monument à Pierre le Grand, dit Le Cavalier de bronze, 1782. Cette statue équestre est une commande de Catherine II de Russie à laquelle Falconet travailla durant douze ans, en collaboration avec sa future bru Marie-Anne Collot. Elle est érigée sur un monolithe de granit.

## Publications
- Réflexion sur la sculpture, lues à l'Académie royale de peinture et de sculpture, Paris, Prault, 1761. Publication critique par Lichtenstein Jacqueline et Michel Christian (dir.), Les conférences de l'Académie royale de peinture et de sculpture, Paris, Beaux-Arts de Paris, t.VI.

## Élèves
- Marie-Anne Collot
- Pierre-Étienne Falconet
- Félix Lecomte

## Galerie

Œuvres d'Étienne Maurice Falconet
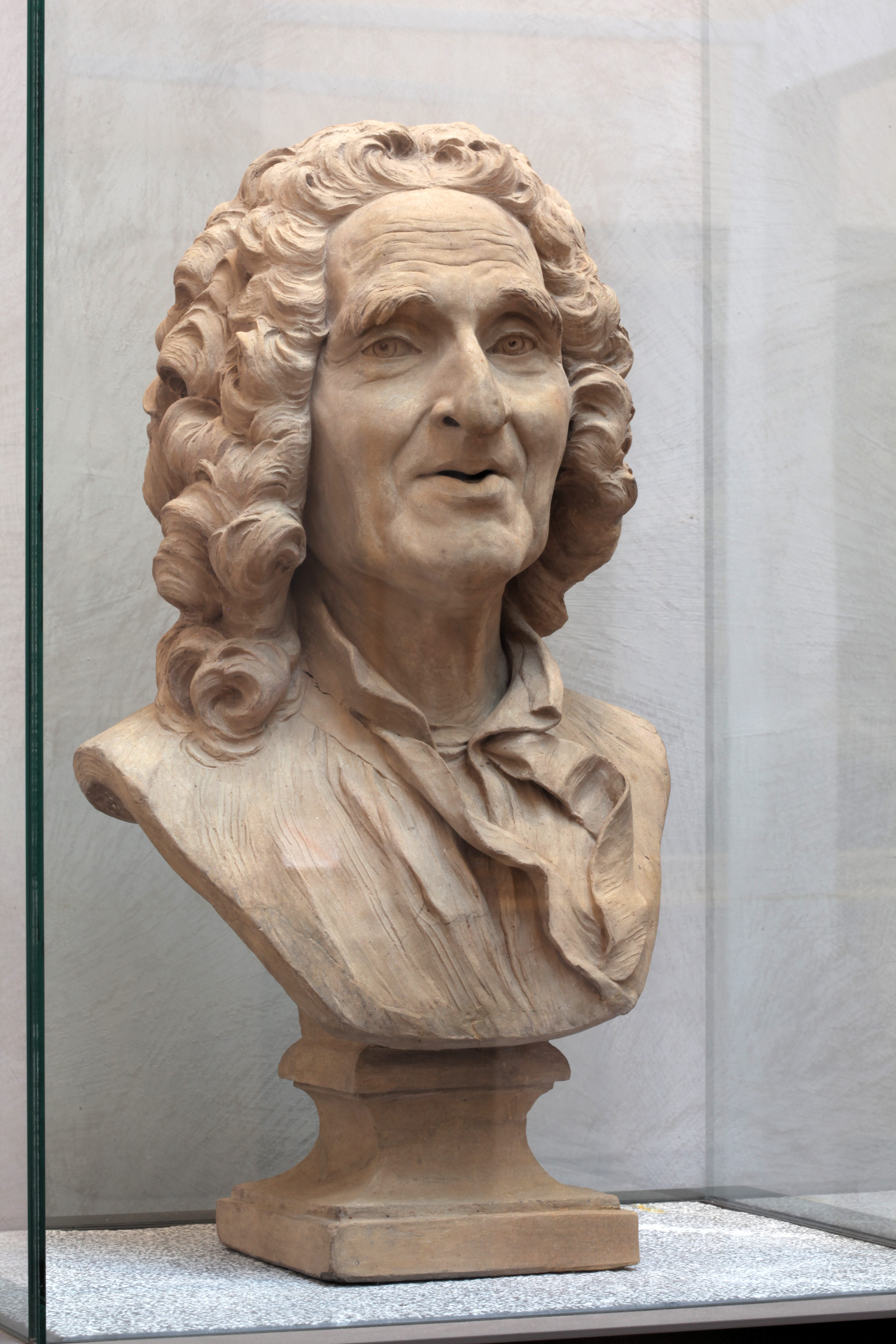
Camille Falconet (1747), terre-cuite, musée des beaux-arts de Lyon.
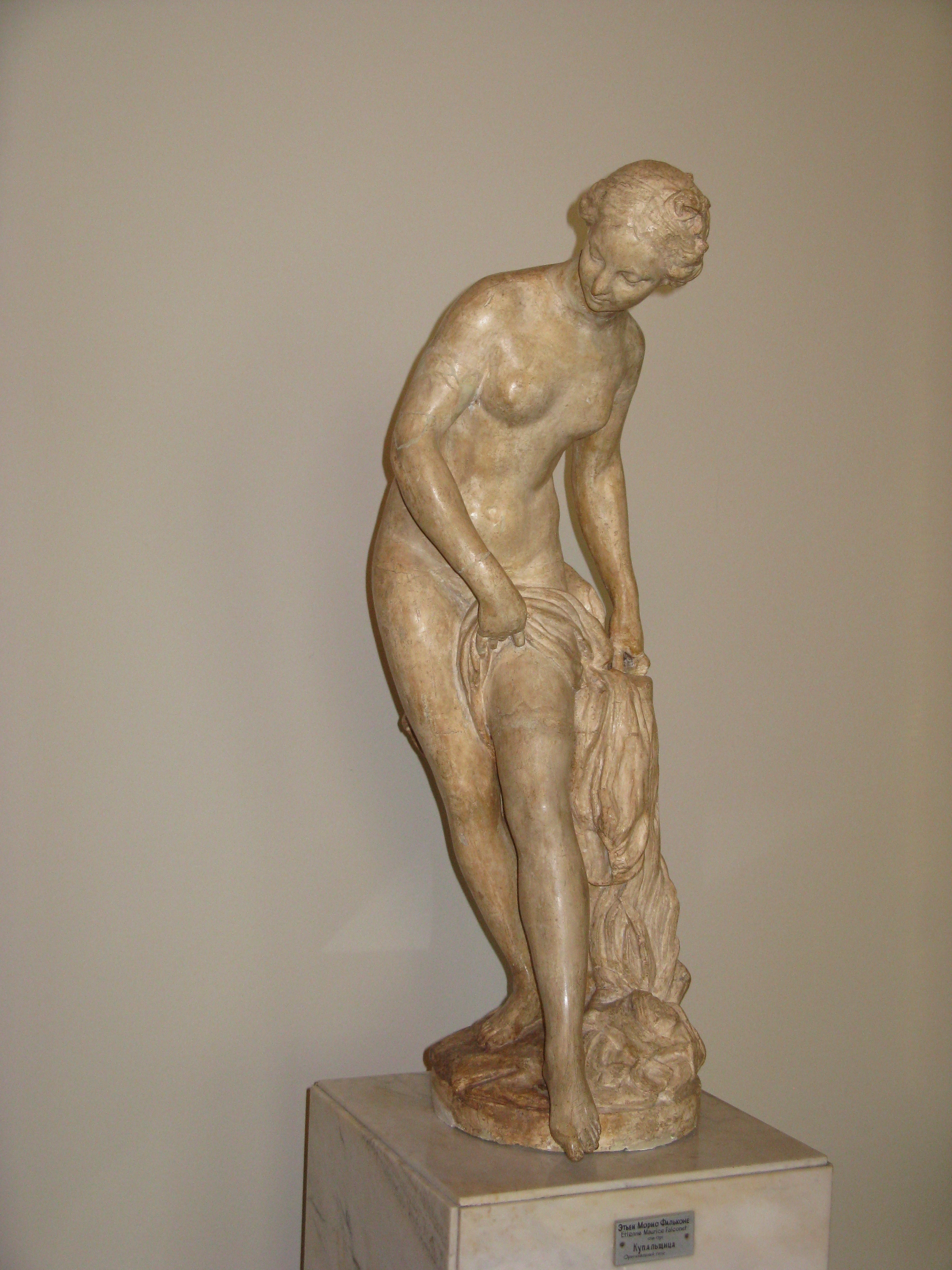
Baigneuse (1758), plâtre, Saint-Pétersbourg, musée de l’Ermitage.
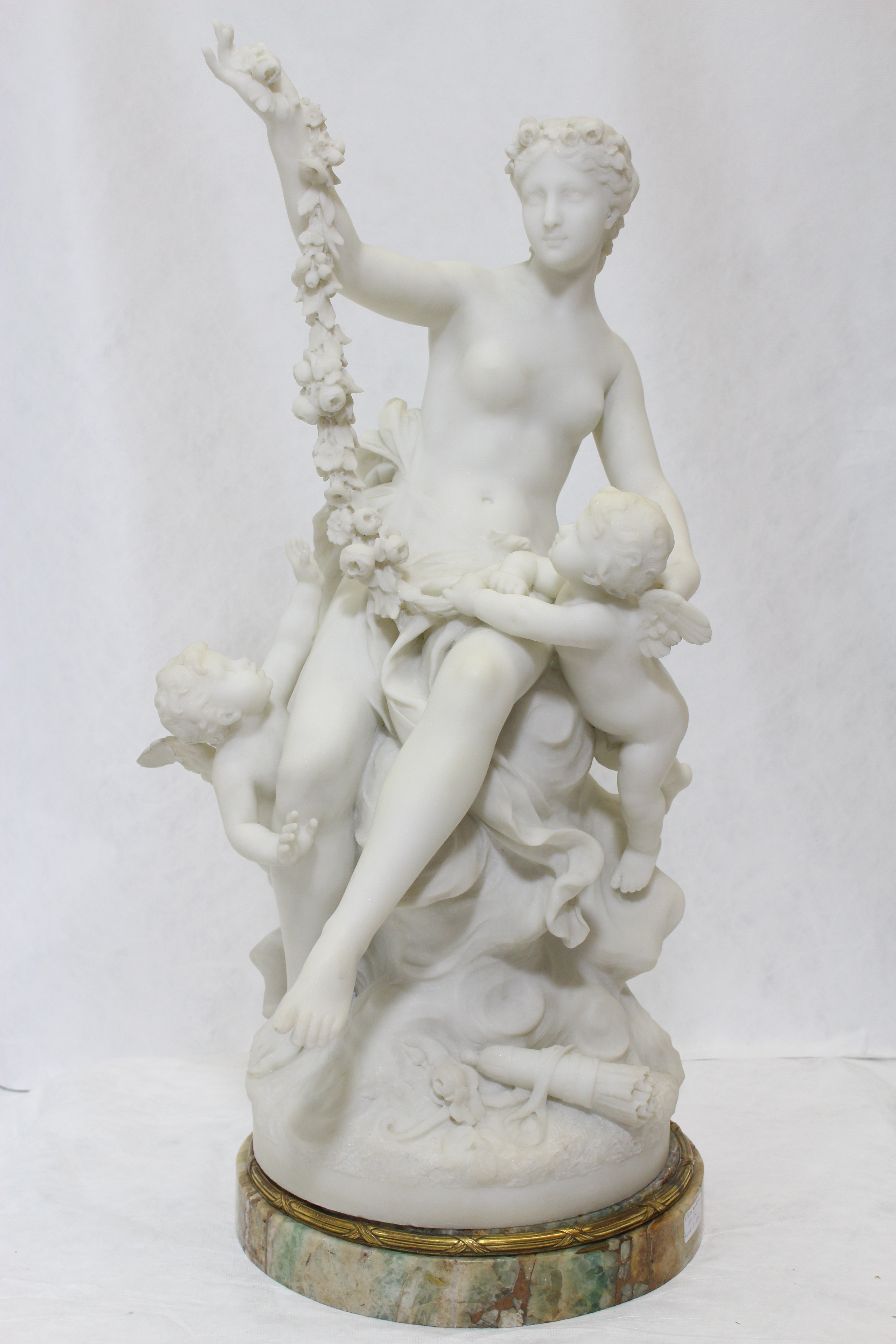
L'Âme aux roses (vers 1760), marbre, musée des Hospices civils de Lyon.
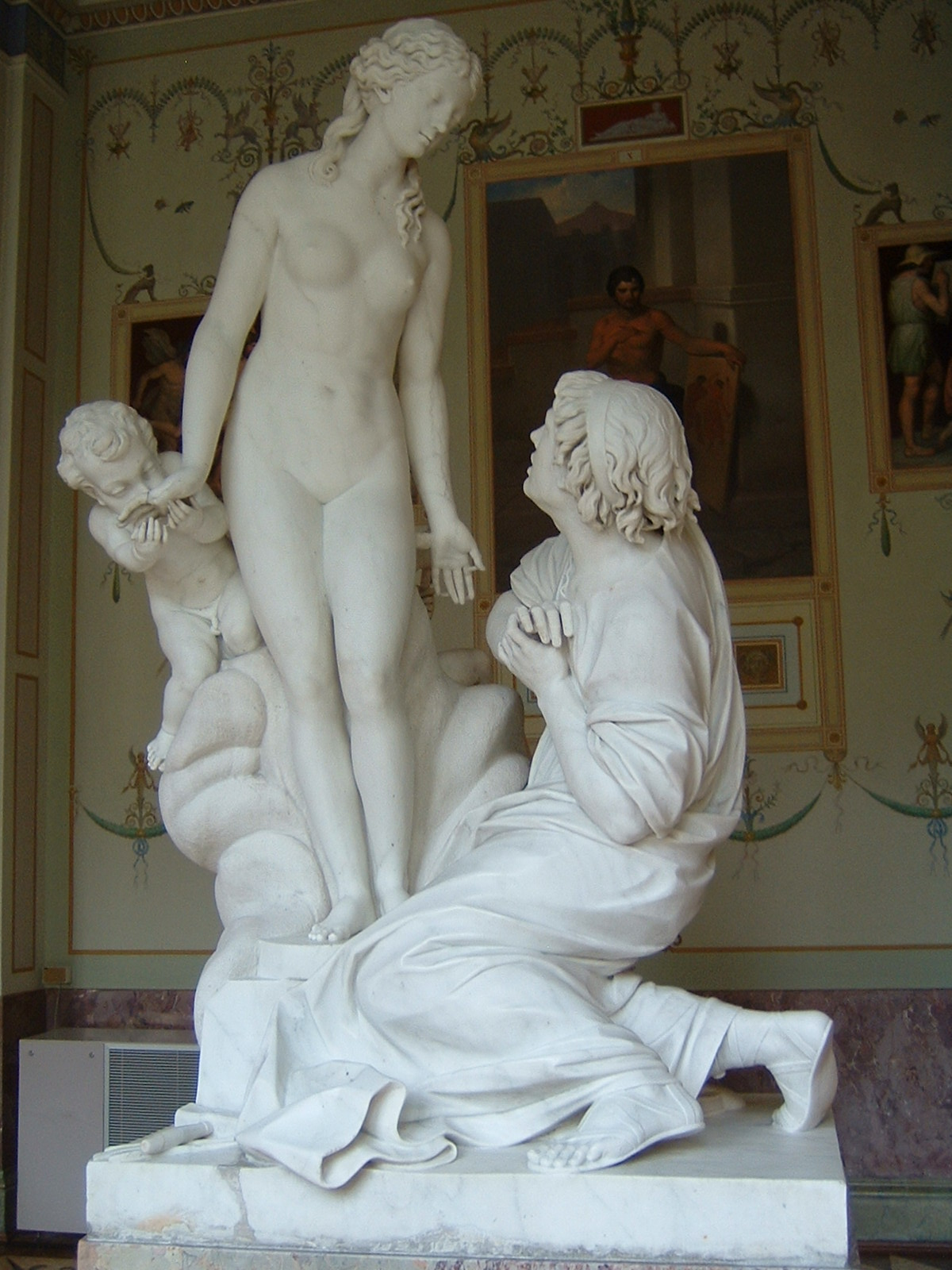
Pygmalion et Galatée (1763), marbre, Saint-Pétersbourg, musée de l’Ermitage.
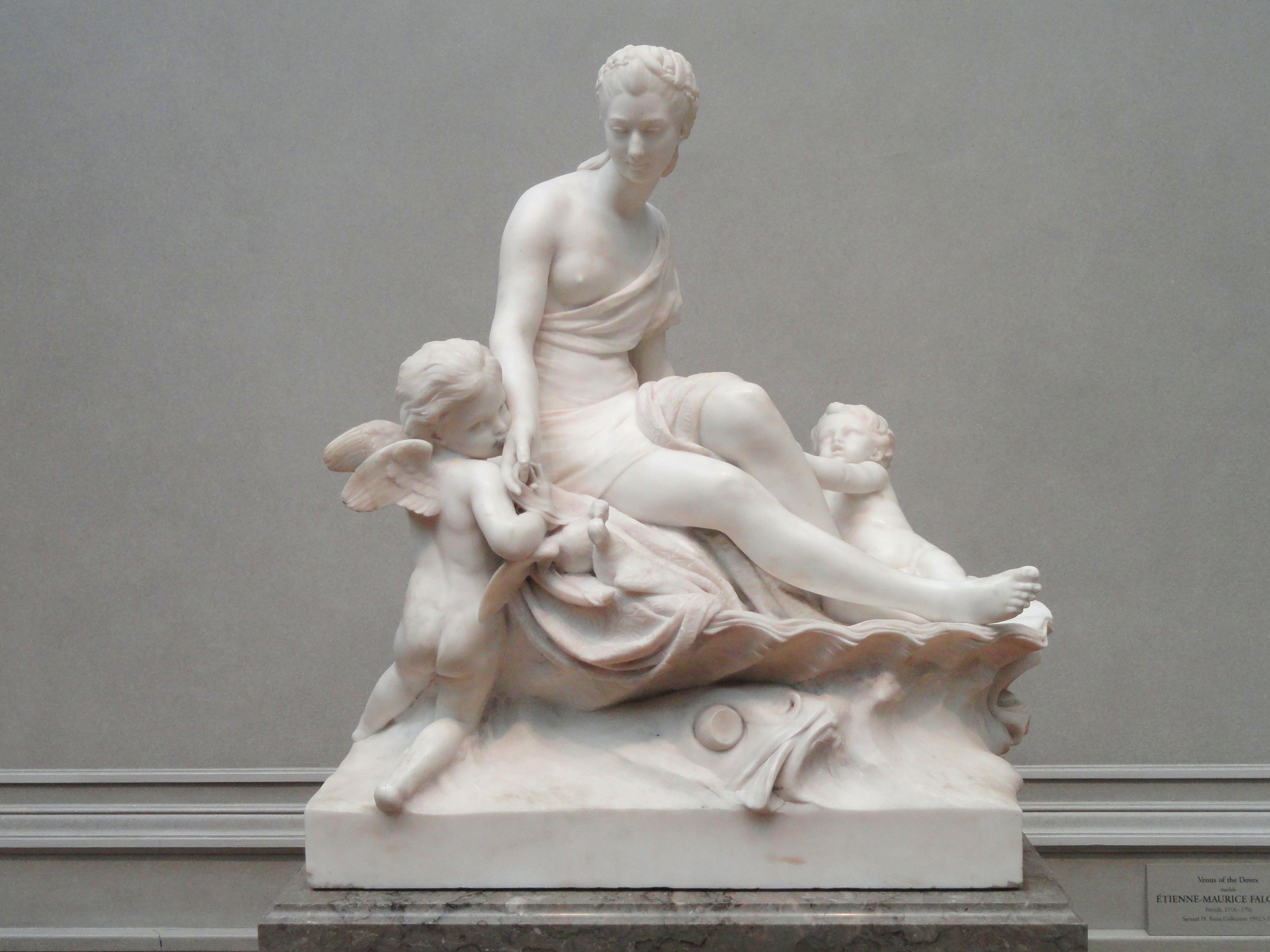
Madame de Pompadour en Vénus aux colombes (après 1755-1757), marbre, Washington, National Gallery of Art.
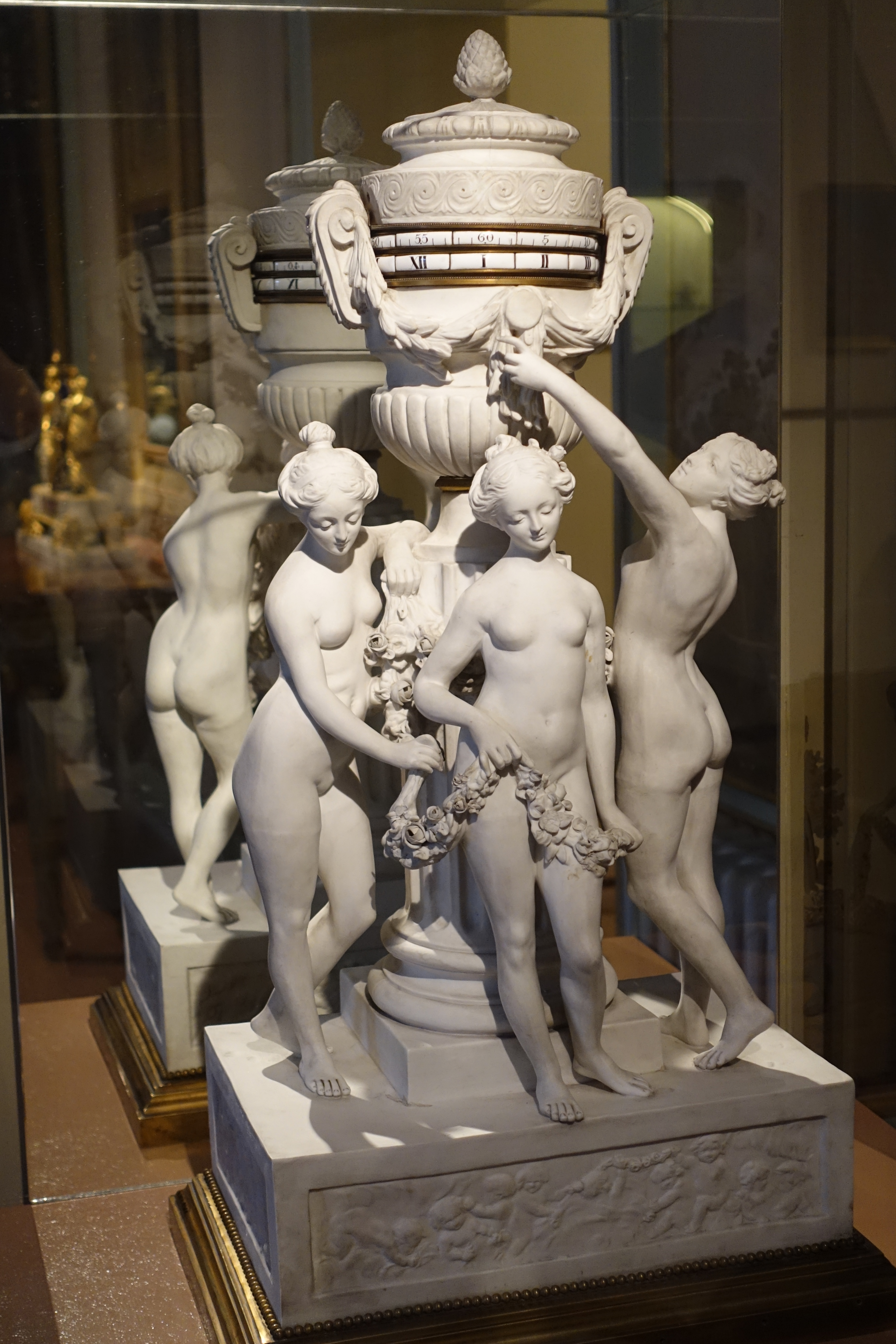
D'après Falconet, Les Trois Grâces, biscuit de Sèvres, Madrid, Musée national des Arts décoratifs.